# Gasteria pulchra
Gasteria pulchra är en grästrädsväxtart som först beskrevs av William Aiton, och fick sitt nu gällande namn av Adrian Hardy Haworth. Gasteria pulchra ingår i släktet Gasteria och familjen grästrädsväxter. Inga underarter finns listade i Catalogue of Life.

## Bildgalleri

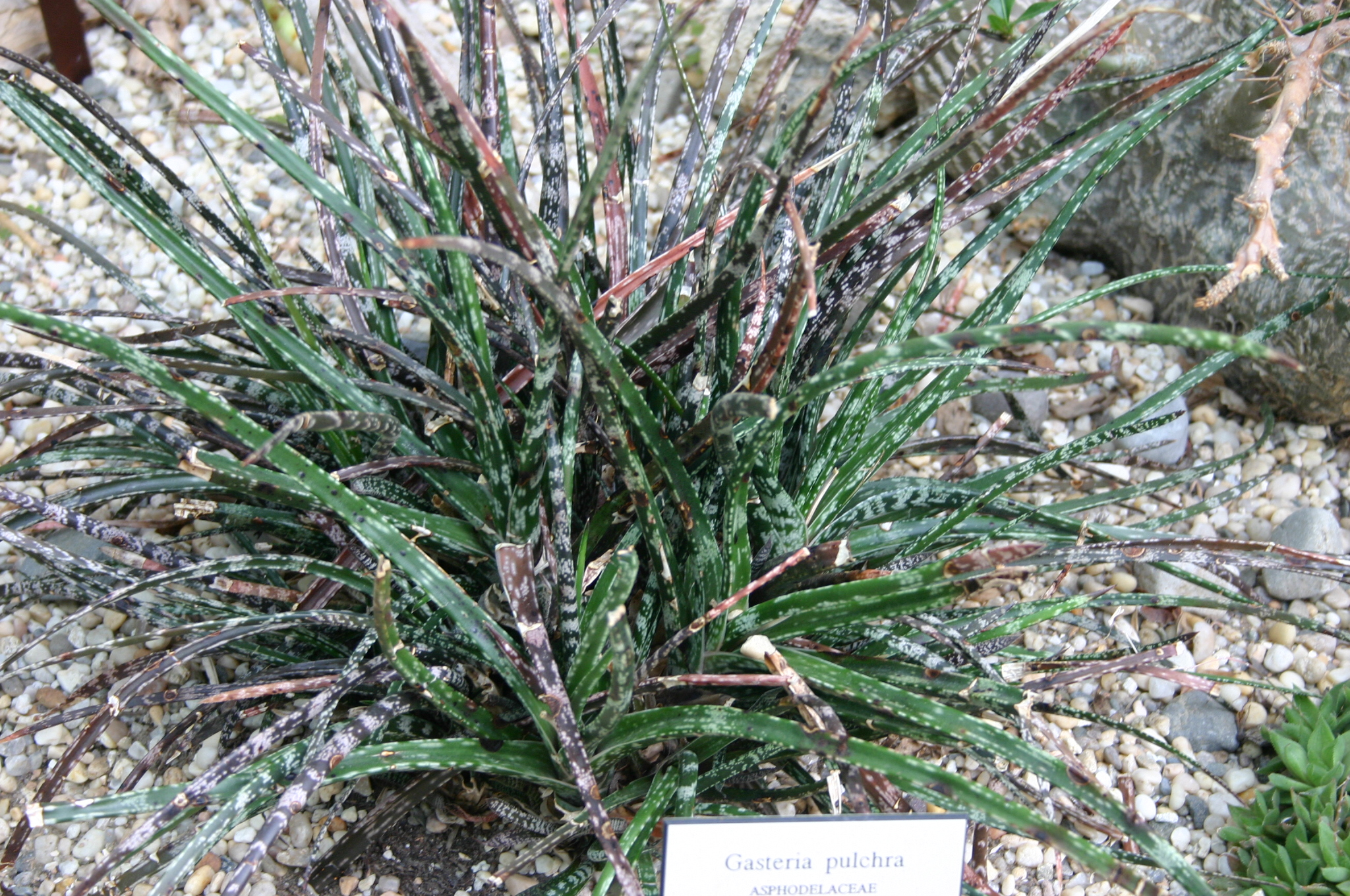